# Caloptilia thiophylla
Caloptilia thiophylla là một loài bướm đêm thuộc họ Gracillariidae. Nó được tìm thấy ở Queensland.